# 謝丹卡島

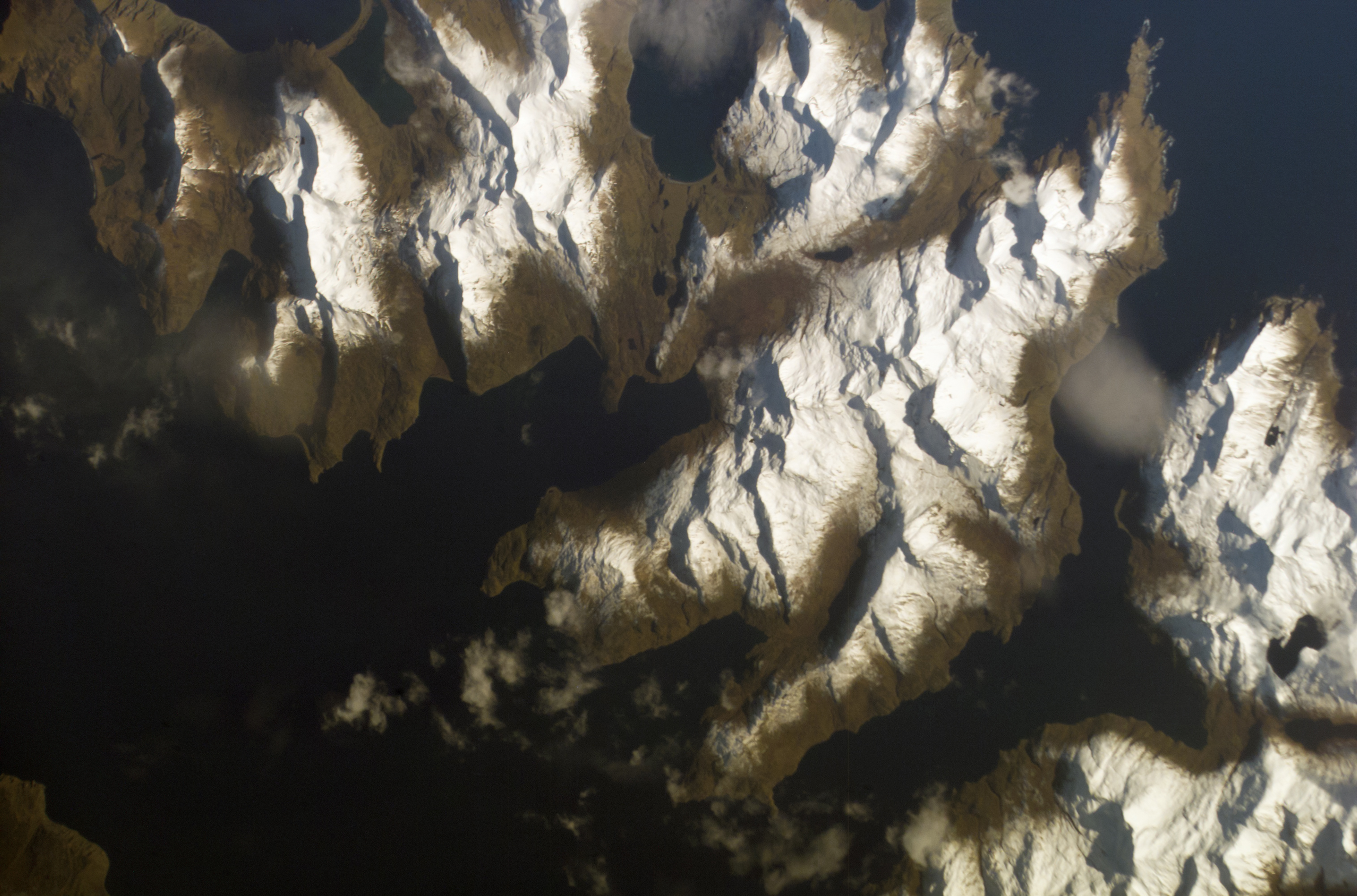
NASA拍摄的此岛照片

謝丹卡島是美國的島嶼，位於太平洋海域，屬於福克斯群島的一部分，由阿拉斯加州負責管轄，長16.6公里，面積103.31平方公里，島上無人居住。
53°47′00″N 166°11′29″W / 53.78333°N 166.19139°W